# Serie A (Italia) 1978-79
La Serie A 1978–79 fue la 77.ª edición del campeonato de fútbol de más alto nivel en Italia y la 47.ª bajo el formato de grupo único. En ella el A.C. Milan ganó su 10° scudetto.

## Equipos participantes
| Equipo         | Ciudad        | Estadio                      |
| -------------- | ------------- | ---------------------------- |
| Ascoli         | Ascoli Piceno | Cino e Lillo Del Duca        |
| Atalanta       | Bérgamo       | Comunale de Bérgamo          |
| Avellino       | Avellino      | Partenio                     |
| Bologna        | Bolonia       | Comunale de Bolonia          |
| Catanzaro      | Catanzaro     | Comunale de Catanzaro        |
| Fiorentina     | Florencia     | Comunale de Florencia        |
| Internazionale | Milán         | San Siro                     |
| Juventus       | Turín         | Comunale de Turín            |
| Lazio          | Roma          | Olímpico de Roma             |
| Milan          | Milán         | San Siro                     |
| Napoli         | Nápoles       | San Paolo                    |
| Perugia        | Perugia       | Comunale de Pian di Massiano |
| Roma           | Roma          | Olímpico de Roma             |
| Torino         | Turín         | Comunale de Turín            |
| Verona         | Verona        | Marcantonio Bentegodi        |
| Vicenza        | Vicenza       | Romeo Menti                  |

## Clasificación
| Pos. | Equipo         | Pts. | PJ | G  | E  | P  | GF | GC | Dif. | Clasificación                                |
| ---- | -------------- | ---- | -- | -- | -- | -- | -- | -- | ---- | -------------------------------------------- |
| 1    | Milan (C)      | 44   | 30 | 17 | 10 | 3  | 46 | 19 | +27  | Clasificado a la Copa de Campeones de Europa |
| 2    | Perugia        | 41   | 30 | 11 | 19 | 0  | 34 | 16 | +18  | Clasificado a la Copa de la UEFA             |
| 3    | Juventus       | 37   | 30 | 12 | 13 | 5  | 40 | 23 | +17  | Clasificado a la Recopa de Europa            |
| 4    | Internazionale | 36   | 30 | 10 | 16 | 4  | 38 | 24 | +14  | Clasificado a la Copa de la UEFA             |
| 5    | Torino         | 36   | 30 | 11 | 14 | 5  | 35 | 23 | +12  | Clasificado a la Copa de la UEFA             |
| 6    | Napoli         | 32   | 30 | 9  | 14 | 7  | 23 | 21 | +2   | Clasificado a la Copa de la UEFA             |
| 7    | Fiorentina     | 32   | 30 | 10 | 12 | 8  | 26 | 26 | 0    |                                              |
| 8    | Lazio          | 29   | 30 | 9  | 11 | 10 | 35 | 40 | −5   |                                              |
| 9    | Catanzaro      | 28   | 30 | 6  | 16 | 8  | 26 | 30 | −4   |                                              |
| 10   | Ascoli         | 26   | 30 | 7  | 12 | 11 | 26 | 31 | −5   |                                              |
| 11   | Avellino       | 26   | 30 | 6  | 14 | 10 | 19 | 26 | −7   |                                              |
| 12   | Roma           | 26   | 30 | 8  | 10 | 12 | 24 | 32 | −8   |                                              |
| 13   | Bologna        | 24   | 30 | 4  | 16 | 10 | 23 | 30 | −7   |                                              |
| 14   | Vicenza (D)    | 24   | 30 | 5  | 14 | 11 | 29 | 42 | −13  | Descenso a Serie B                           |
| 15   | Atalanta (D)   | 24   | 30 | 6  | 12 | 12 | 20 | 33 | −13  | Descenso a Serie B                           |
| 16   | Verona (D)     | 15   | 30 | 2  | 11 | 17 | 14 | 39 | −25  | Descenso a Serie B                           |

 Fuente: BDFutbol
|            |
| Campeón    |
| AC Milan   |
| 10° título |

## Resultados
| Local \ Visitante | ASC | ATA | AVE | BOL | CAT | FIO | INT | JUV | LAZ | MIL | NAP | PER | ROM | TOR | VER | VIC |
| ----------------- | --- | --- | --- | --- | --- | --- | --- | --- | --- | --- | --- | --- | --- | --- | --- | --- |
| Ascoli            | —   | 1–0 | 2–0 | 2–2 | 1–1 | 2–1 | 1–2 | 1–0 | 0–0 | 0–1 | 0–0 | 0–0 | 0–0 | 3–0 | 1–0 | 0–0 |
| Atalanta          | 3–2 | —   | 0–0 | 0–0 | 0–2 | 0–0 | 0–1 | 0–1 | 0–0 | 1–3 | 2–1 | 0–2 | 2–0 | 0–1 | 1–0 | 2–0 |
| Avellino          | 3–1 | 0–0 | —   | 0–0 | 0–0 | 1–1 | 1–0 | 0–0 | 1–3 | 1–0 | 1–1 | 0–1 | 0–0 | 1–1 | 2–0 | 2–1 |
| Bologna           | 0–0 | 1–0 | 0–0 | —   | 1–1 | 0–0 | 0–1 | 0–0 | 2–1 | 0–1 | 1–1 | 2–2 | 1–2 | 1–1 | 1–0 | 5–2 |
| Catanzaro         | 1–1 | 0–0 | 0–0 | 0–0 | —   | 0–0 | 1–1 | 0–0 | 3–1 | 1–3 | 0–0 | 1–1 | 1–0 | 2–1 | 1–1 | 2–0 |
| Fiorentina        | 1–0 | 0–1 | 1–0 | 1–0 | 1–1 | —   | 1–2 | 0–1 | 3–0 | 2–3 | 2–1 | 1–1 | 2–0 | 0–0 | 1–0 | 0–0 |
| Internazionale    | 1–1 | 2–2 | 2–0 | 0–0 | 0–0 | 1–2 | —   | 2–1 | 4–0 | 2–2 | 2–0 | 1–1 | 1–2 | 0–0 | 4–0 | 0–0 |
| Juventus          | 1–0 | 3–0 | 3–3 | 1–1 | 3–1 | 1–1 | 1–1 | —   | 2–1 | 1–0 | 1–0 | 1–2 | 4–1 | 1–1 | 6–2 | 1–2 |
| Lazio             | 3–1 | 1–1 | 0–0 | 1–0 | 3–1 | 4–0 | 1–1 | 2–2 | —   | 1–1 | 1–2 | 0–0 | 0–0 | 0–0 | 1–0 | 4–3 |
| Milan             | 0–0 | 1–1 | 1–0 | 0–0 | 4–0 | 4–1 | 1–0 | 0–0 | 2–0 | —   | 0–1 | 1–1 | 1–0 | 1–0 | 2–1 | 0–0 |
| Napoli            | 2–1 | 2–0 | 3–0 | 2–1 | 1–0 | 0–0 | 0–0 | 0–0 | 0–2 | 1–1 | —   | 1–1 | 1–0 | 0–1 | 1–0 | 2–2 |
| Perugia           | 2–0 | 2–0 | 0–0 | 3–1 | 1–0 | 1–0 | 2–2 | 0–0 | 2–0 | 1–1 | 2–0 | —   | 1–1 | 0–0 | 1–1 | 2–0 |
| Roma              | 1–0 | 2–2 | 2–1 | 2–0 | 1–3 | 1–1 | 1–1 | 1–0 | 1–2 | 0–3 | 0–0 | 0–0 | —   | 0–2 | 2–0 | 3–0 |
| Torino            | 3–1 | 3–0 | 1–0 | 3–1 | 3–0 | 1–1 | 3–3 | 0–1 | 2–2 | 0–3 | 0–0 | 0–0 | 1–0 | —   | 0–0 | 4–0 |
| Verona            | 2–3 | 1–1 | 0–1 | 1–0 | 0–0 | 0–1 | 0–0 | 0–3 | 2–0 | 1–3 | 0–0 | 1–1 | 1–1 | 0–1 | —   | 0–0 |
| Vicenza           | 1–1 | 1–1 | 2–1 | 2–2 | 2–0 | 0–1 | 0–1 | 1–1 | 4–1 | 2–3 | 0–0 | 1–1 | 1–0 | 2–2 | 0–0 | —   |